# المجلة الأوروبية للقلب
المجلة الأوروبية للقلب هي مجلة طبية محكمة في مجال أمراض القلب تنشرها مطبعة جامعة أكسفورد أسبوعيا ، نيابة عن الجمعية الأوروبية لأمراض القلب . صدر العدد الأول في فبراير 1980.

## لمحة عامة عن المجلة
تنشر المجلة الطبية أوراقًا سريرية وعلمية حول جميع جوانب طب القلب والأوعية الدموية. ويحتوي على مقالات تتعلق بنتائج الأبحاث والتقييمات الفنية والمراجعات. بالإضافة إلى ذلك، تتضمن المجلة المراجعات، والمنظورات السريرية، والبودكاست، والمقالات التحريرية حول التطورات الأخيرة في أمراض القلب، وتشجع المراسلات من قرائها. ومن بين الجوانب المهمة الأخرى للمجلة هي المبادئ التوجيهية للممارسة السريرية للجمعية الأوروبية لأمراض القلب، والتي تغطي جميع مجالات أمراض القلب.
في عام 2020، حصلت المجلة على معامل تأثير قدره 29.983، مما جعلها واحدة من أعلى المجلات في مجال أمراض القلب.
خلف توماس إف لوشر (صندوق مستشفى رويال برومبتون وهيرفيلد وجامعة زيورخ) رئيسًا للتحرير فيليبو كريا.

## المجلات المتخصصة
بالإضافة إلى المجلة الأوروبية للقلب ، تنشر مطبعة جامعة أكسفورد العديد من المجلات المتخصصة الأخرى نيابة عن الجمعية الأوروبية لأمراض القلب، حيث تركز كل منها على فرع محدد من فروع أمراض القلب. وهذه هي:
- المجلة الأوروبية للقلب: الرعاية القلبية الوعائية الحادة
- المجلة الأوروبية لأمراض القلب: العلاج الدوائي لأمراض القلب والأوعية الدموية
- المجلة الأوروبية للقلب: تصوير القلب والأوعية الدموية
- المجلة الأوروبية للقلب: تقارير الحالة
- المجلة الأوروبية لأمراض القلب: جودة الرعاية والنتائج السريرية

## الروابط الخارجية
- الموقع الرسمي
- الجمعية الأوروبية للقلب